# Charaxes gordoni
Charaxes gordoni är en fjärilsart som beskrevs av Van Someren 1936. Charaxes gordoni ingår i släktet Charaxes och familjen praktfjärilar. Inga underarter finns listade i Catalogue of Life.